# Tomokatsu Kitagawa
 (janvier 2018).
Si vous disposez d'ouvrages ou d'articles de référence ou si vous connaissez des sites web de qualité traitant du thème abordé ici, merci de compléter l'article en donnant les références utiles à sa vérifiabilité et en les liant à la section « Notes et références ».
Pour les articles homonymes, voir Kitagawa (homonymie).
Tomokatsu Kitagawa (北川 知克, Kitagawa Tomokatsu) (né le 8 novembre 1951 à Neyagawa et mort le 26 décembre 2018 à Suita) est un homme politique japonais du Parti Libéral-Démocrate.
Membre de la Chambre des Représentants à la Diète nationale (pouvoir législatif). 

## Biographie
Originaire de Neyagawa et diplômé de l'université du Kansai, il s'est présenté sans succès pour les élections à la Chambre des Représentants en 2000. Il est devenu membre de la Chambre des Représentants en juillet 2003, comme remplaçant du défunt Tōru Okutani ; aux élections de novembre 2003, il a été élu pour la première fois, représentant la Douzième circonscription d'Ōsaka. Il s'est représenté pour sa réélection en 2009, mais il a été défait par Shinji Tarutoko du Parti Démocratique.